# Stade Ernest-Wallon
Ne pas confondre avec le stade des Ponts-Jumeaux, dont l'enceinte principale est nommée terrain Ernest-Wallon de 1921 à 1979.
Le stade Ernest-Wallon (anciennement parc des Sports, puis stade des Sept-Deniers à partir de 2001) est le stade où le Stade toulousain joue à domicile. 
Après de lourds travaux de rénovation au début des années 2000, il dispose de 19 000 places. Il se situe au nord-ouest de Toulouse dans le quartier des Sept-Deniers près de Blagnac. 
Il porte le nom d'Ernest Wallon, professeur à la faculté de droit de Toulouse et dirigeant du Stade olympien des étudiants de Toulouse (SOET) et premier président du Stade toulousain en 1907. Par ailleurs, il participa à la création du stade des Ponts Jumeaux de Toulouse.

## Histoire
L'ancien stade du Stade toulousain, le Stade des Ponts Jumeaux, est mis en expropriation en 1980 à la suite de la construction de la rocade toulousaine. Selon les textes d'une loi de 1941, « il est impossible de démolir des installations sportives sans donner à l'association la possibilité de reconstruire à l'identique ». La ville donne donc à l'association « les amis du stade toulousain », propriétaire du stade, les installations situées à un peu plus d'un kilomètre des Pont-Jumeaux dans le quartier des Sept-Deniers, en échange des installations des Pont-Jumeaux. 
Les travaux débutent en 1978 pour se terminer en 1982. L'inauguration a lieu le 4 décembre 1983 avec une rencontre France-Roumanie, remportée par les Français 26-15.
En raison des dégâts que subis le Stadium de Toulouse, lors de l'explosion de l'usine AZF de Toulouse, le Toulouse Football Club a disputé une grande partie de la saison 2001-2002 au stade Ernest-Wallon.
L'association et le Stade toulousain ont depuis fait de nombreux travaux pour améliorer l'accueil des supporters, des parraineurs, augmenter la capacité, se mettre en règle avec les normes.
Le 24 août 2016, il devient le premier stade de rugby 100% connecté d’Europe avec une application qui est propre au club et une connexion Wi-fi gratuite et libre pour tous les supporters au sein de l’enceinte Ernest Wallon.
En 2019, la pelouse du stade est entièrement changée pour adopter une pelouse hybride. Un nouveau réfectoire est construit entre la boutique et l'entrée du centre d’entraînement. L'actuelle entrée principale des vestiaires sous la tribune, les vestiaires visiteurs ainsi que l'ancienne cantine sont alors totalement réaménagés.
À partir de 2020, le Toulouse olympique XIII y joue également ses matches à domicile, à la suite de l'abandon du projet de rénovation du stade des Minimes.

## Évènement

### Matches internationaux
- Coupe du monde de rugby à XV 1991 :
  - 9 octobre 1991 : Canada  19 - 11  Roumanie (10 000 spectateurs).
- Test match :
  - 4 décembre 1983 : France  26 - 15  Roumanie
  - 18 novembre 2017 : Japon  39 - 6  Tonga (1 000 spectateurs).

### Finales de rugby à XV
| Date de la finale | Compétition | Vainqueur        | Score   | Finaliste         | Spectateurs |
| ----------------- | ----------- | ---------------- | ------- | ----------------- | ----------- |
| 4 juin 2006       | Pro D2      | SC Albi          | 12 - 8  | US Dax            |             |
| 24 mai 2015       | Pro D2      | SU Agen          | 16 - 15 | Stade montois     | 17 000      |
| 4 juin 2016       | Pro D2      | Aviron bayonnais | 21 - 16 | Stade aurillacois |             |
| 21 mai 2018       | Pro D2      | USA Perpignan    | 38 - 13 | FC Grenoble       | 18 500      |
| 27 mai 2023       | Pro D2      | Oyonnax rugby    | 14 - 3  | FC Grenoble       | 12 000      |
| 8 juin 2024       | Pro D2      | RC Vannes        | 16 - 9  | FC Grenoble       | 19 000      |

### Rugby à XIII
- Finales du championnat de France :
  - 20 mai 2001 : Union Sportive Villeneuve 32 - 20 Toulouse olympique (9 000 spectateurs)
  - 2 juillet 2006 : SM Pia XIII 21 - 18 Toulouse olympique (5 462 spectateurs)

- Tournoi des Quatre Nations 2009 :
  - 31 octobre 2009 : France  12 - 62  Nouvelle-Zélande (12 412 spectateurs)
- Super League :
  - 22 juin 2013 : Dragons catalans  21 - 22  Hull KR (14 868 spectateurs)[9]
- Championship 2019 :
  - 9 mars 2019 : Toulouse olympique  46 - 16  Wolfpack de Toronto (6 300 spectateurs)
- Championship 2021 :
  - 10 octobre 2021 : Toulouse olympique  34 - 12  Featherstone (9 235 spectateurs)

## Accès
Lors des matches au Stade Ernest-Wallon, Tisséo met en place une navette de bus gratuite entre la station de métro Barrière-de-Paris de la ligne B et le Stade Ernest Wallon :
- Stade Ernest-Wallon

Elle dépose les spectateurs rue Ferdinand Lassalle qui peuvent ensuite emprunter une passerelle pour franchir le canal latéral à la Garonne et rejoindre le Stade par un cheminement piétonnier.
En septembre 2018, une station VélôToulouse (no 287) est ouverte pour les jours de match à proximité de l'entrée du stade.
Une future station (Sept Deniers - Stade Toulousain) du métro de Toulouse y est prévue pour 2028 sur la ligne C.

## Galerie

Plan du stade
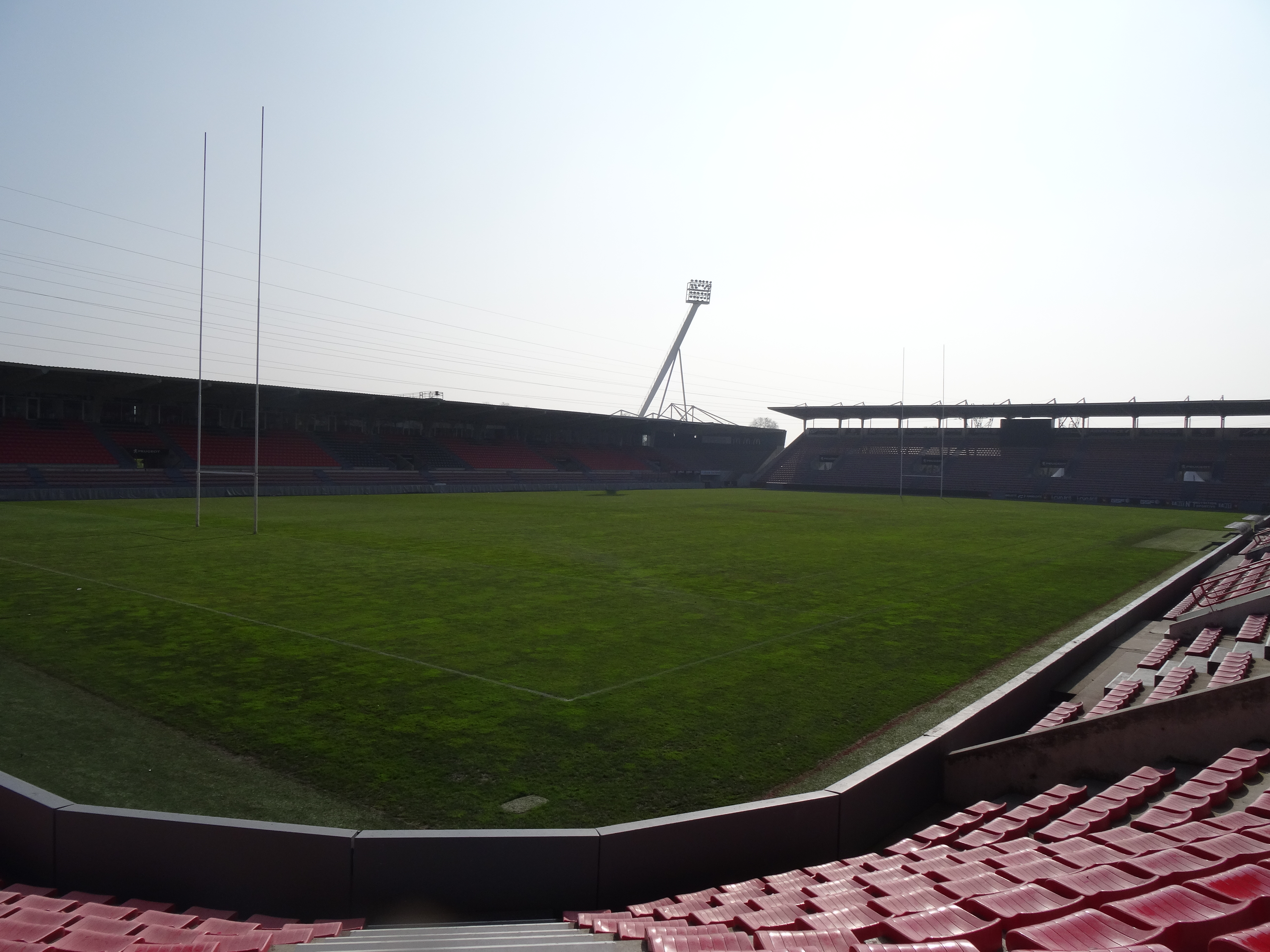
Vue du stade depuis le quart de virage Nord-Ouest
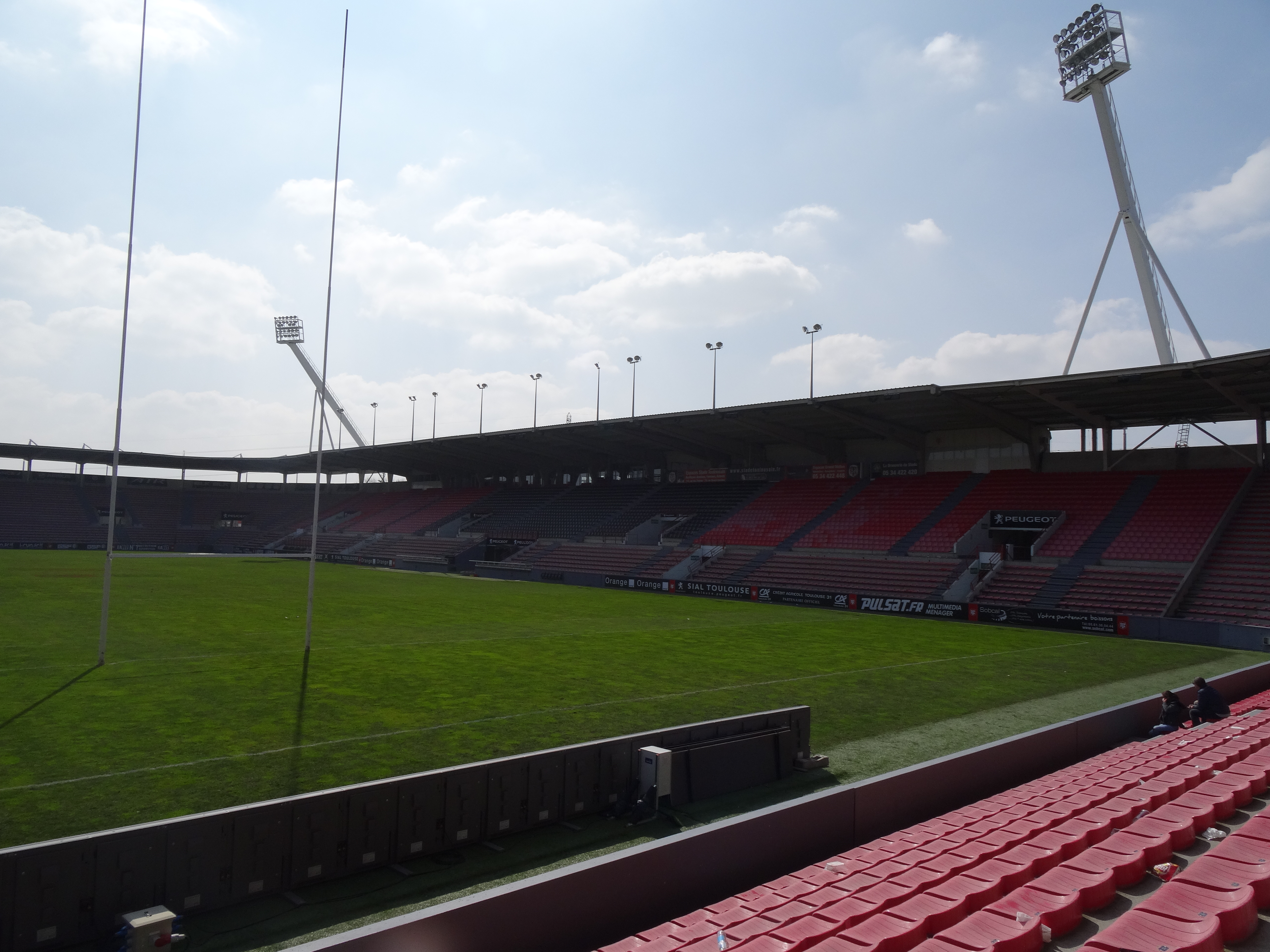
Vue de la tribune Ouest depuis la tribune Nord
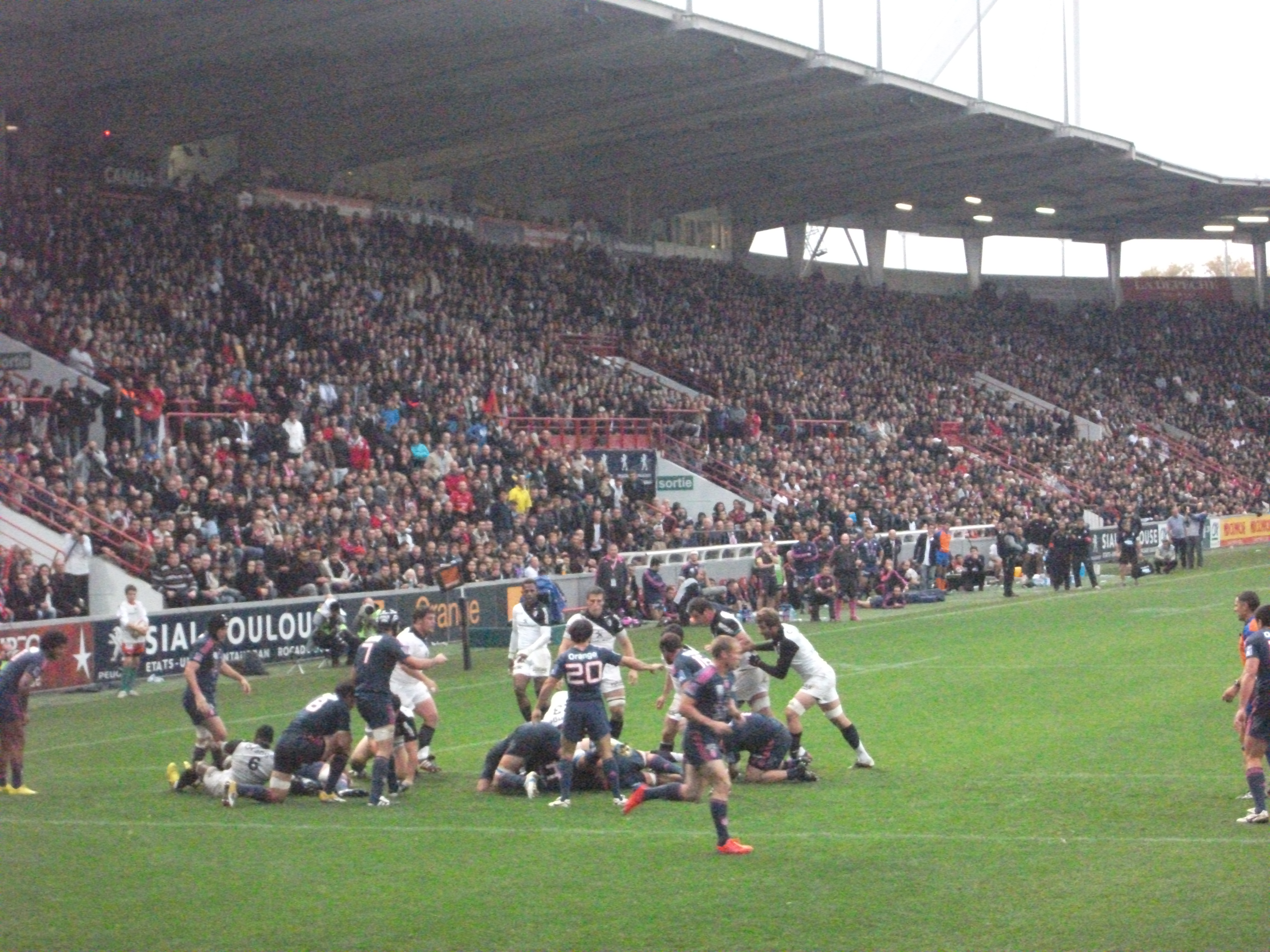
Stade toulousain - Stade français en 2011.
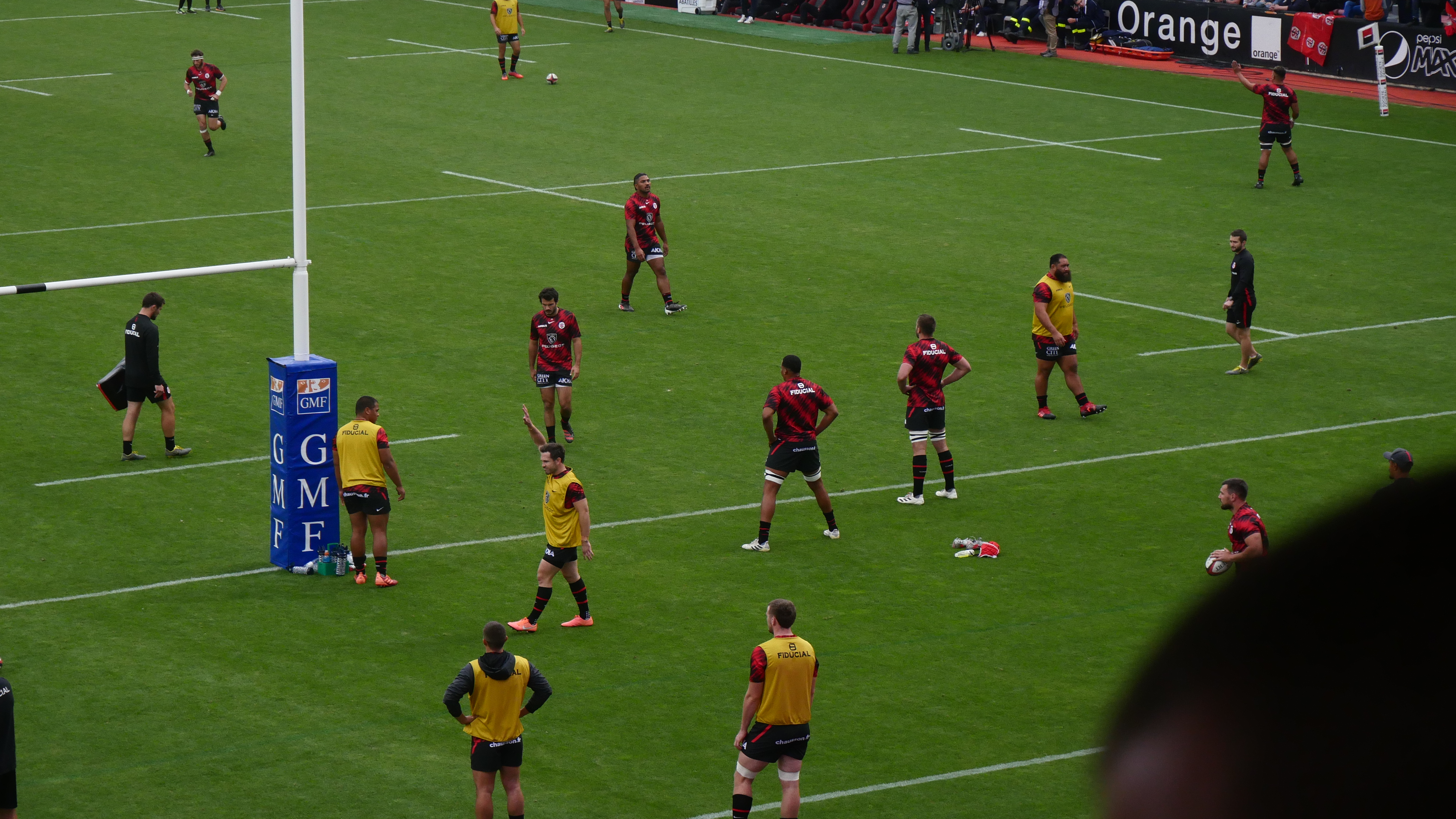
Vue depuis les tribunes du stade Ernest Wallon.
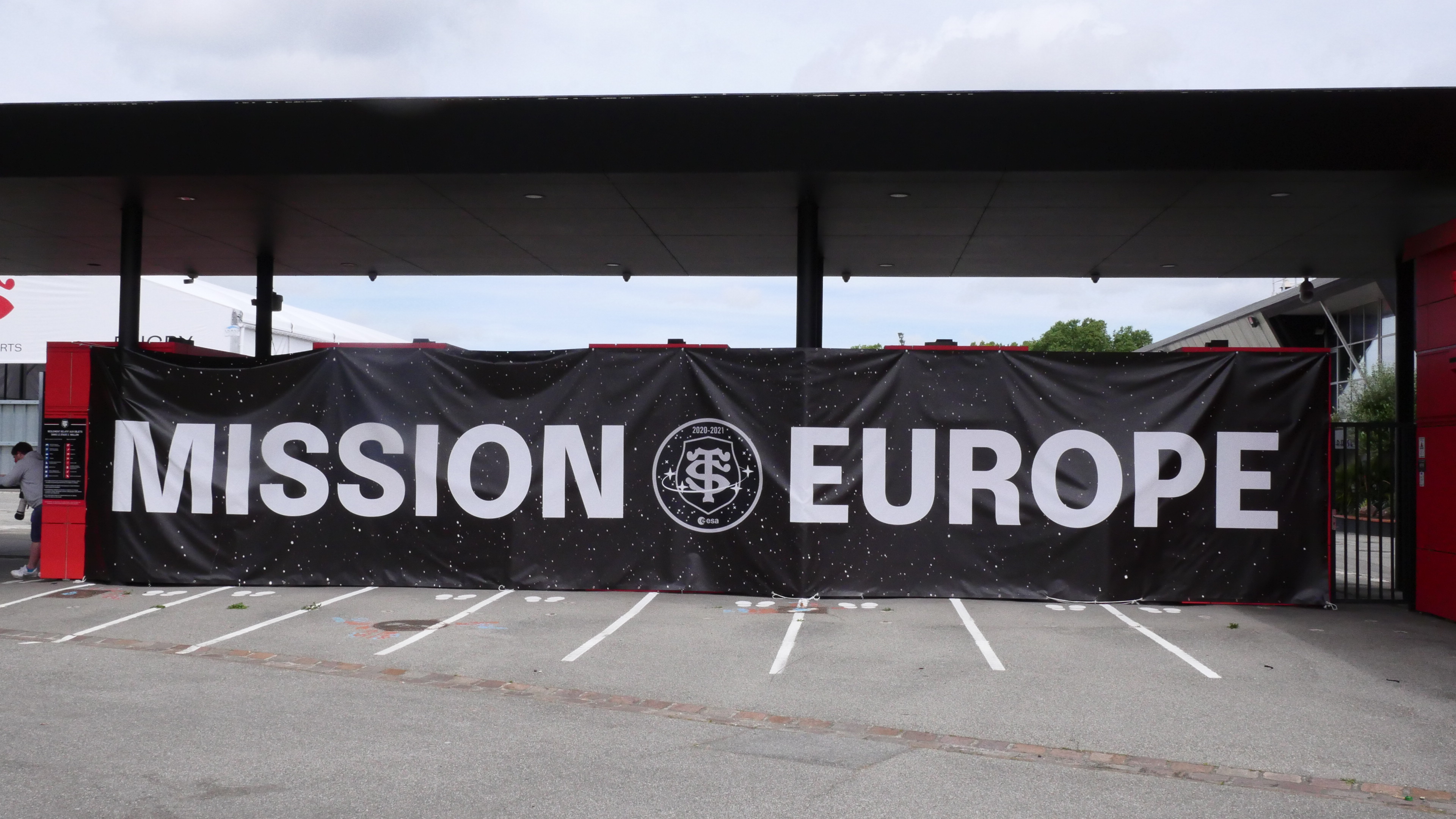
Banderole à proximité de l'entrée du stade Ernest-Wallon déployée en 2021 pour soutenir le Stade toulousain avant la finale de la Champions Cup 2020-2021.
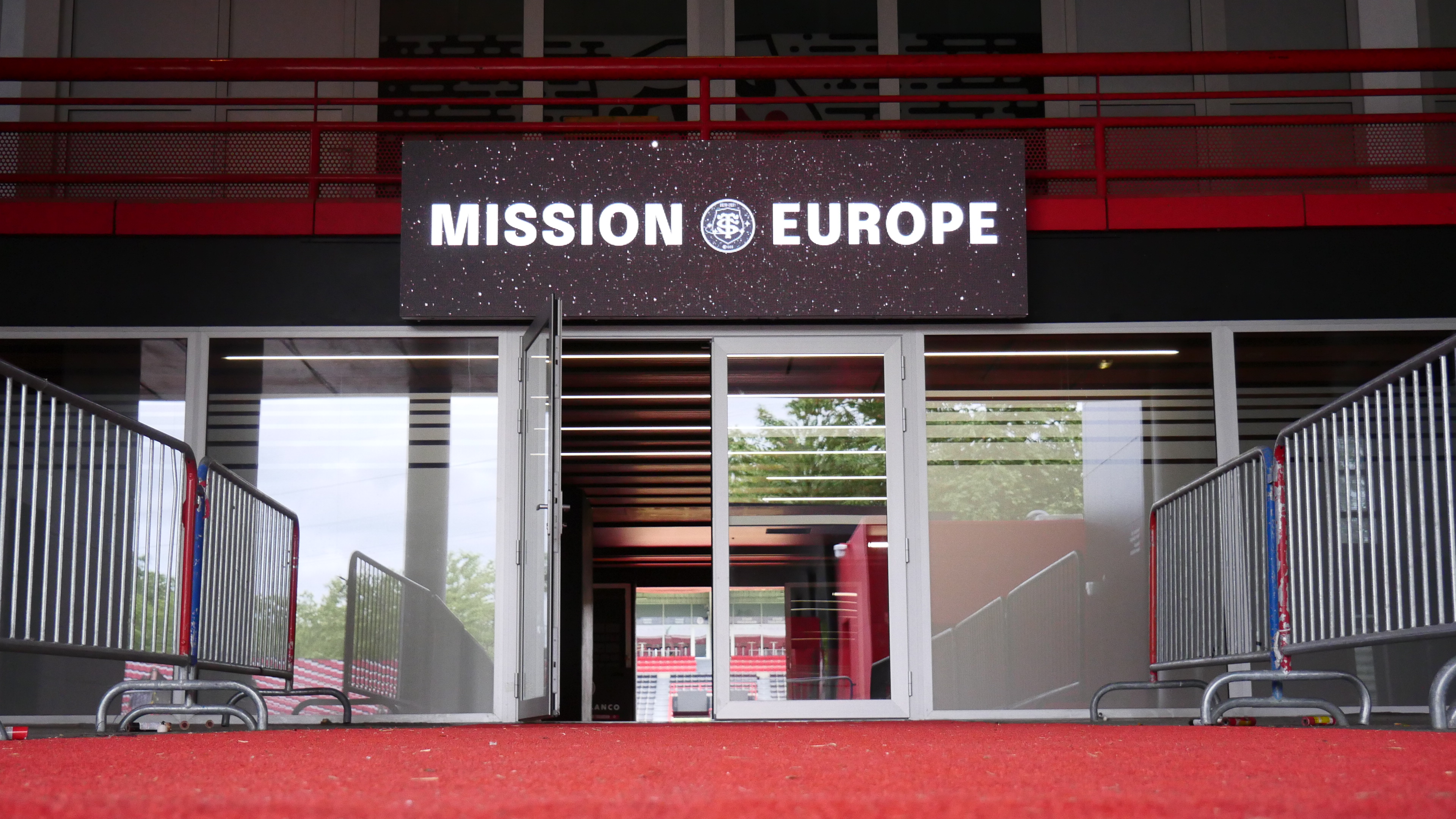
Décoration à l'intérieur du stade Ernest-Wallon en soutien aux joueurs avant la finale de la Champions Cup 2020-2021.
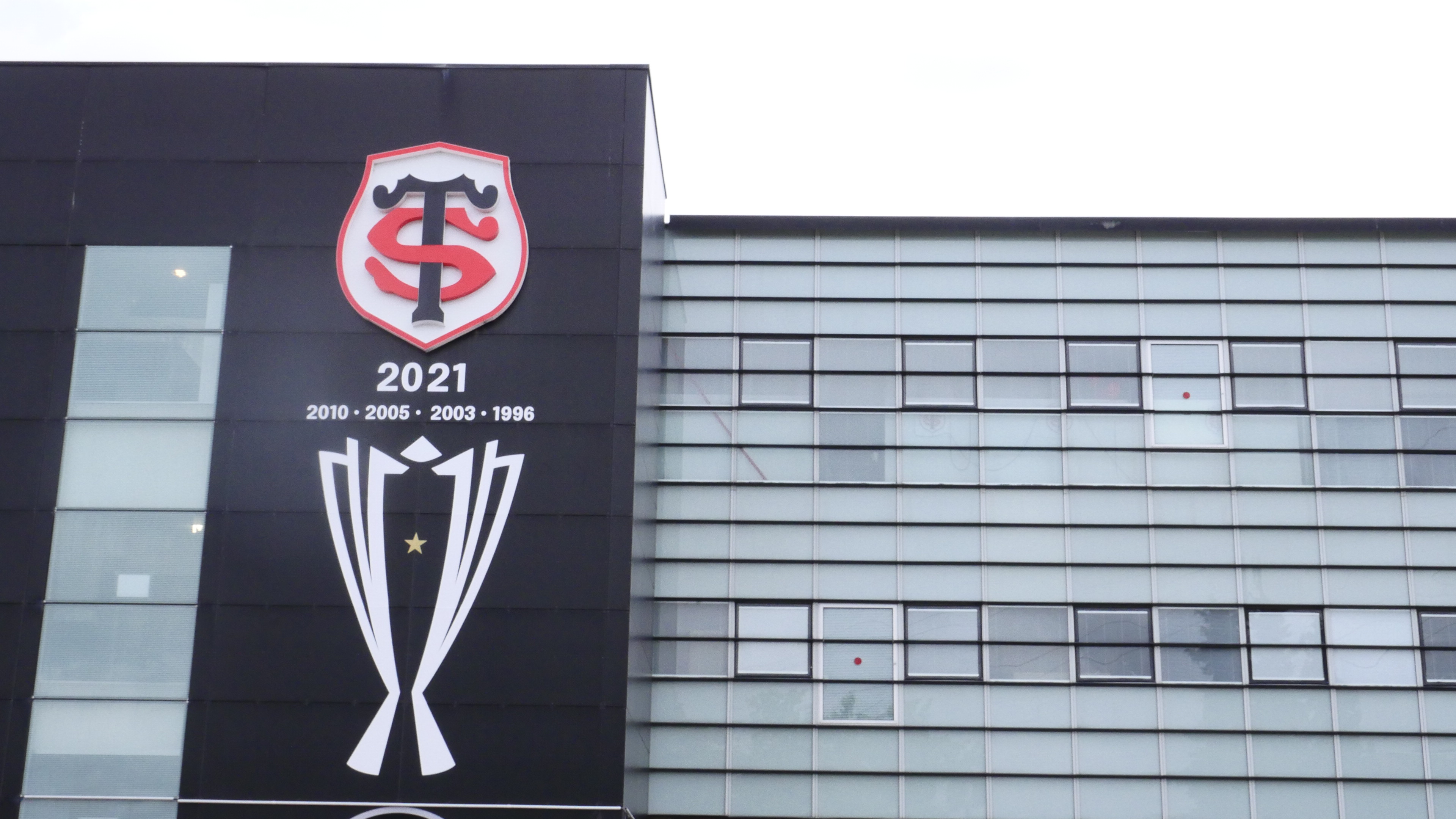
Extérieur du stade Ernest-Wallon mettant en avant les différents titres de Champion d'Europe du club.

Nouvelle pelouse du stade Ernest-Wallon